# メタ哲学
メタ哲学（メタてつがく、英語：Metaphilosophy）は哲学の哲学とも呼ばれ、哲学の本性、目的、方法を研究対象とする。
Metaphilosophy（メタ哲学）という言葉は20世紀中ごろから英語圏で通用するようになったようだ。しかし通用している一方で「二次哲学」が通常の哲学と異なるかどうか、広く受け入れられた意見もなければ注目すべき議論も存在しない。分析哲学では伝統的に過去の研究に対するコメントや研究に対して、元の研究が哲学的問題の解決に貢献したのと対比的であることを示すように標識付けするために主に使われてきた。モリス・ラザロヴィッツは1940年（昭和15年）からこの言葉を使い始めたと主張しており、1942年（昭和17年）にははっきりと文面に残している。より早い使用はフランス語の文献からの翻訳の中に見られる。1960年（昭和35年）ごろにはこの言葉は多かれ少なかれ通用しており、リチャード・ローティが使用したり、ラザロヴィッツの著書のタイトルに使われたりしている。1970年（昭和45年）には雑誌「Metaphilosophy」が創刊している。

## メタ哲学の理論的根拠
メタ哲学は、哲学に関する一般的言明のうちいくつかを哲学それ自体と区別することは生産的であるという考えに基づいている。他の多くの文化的実践と比較すると、哲学にとってこの区別はむしろ疑わしいものであるが、言語の場合も哲学と同様である。つまり、英語という言語について英語で話すとき、対象としての英語とメタ言語としての英語が区別されている。哲学者がメタ哲学という用語を使うとき、それは未だ少数派なのであるが、多数派の哲学者がこの考えに探究する価値を見出していないと推測される。それ自体が再帰的な営みである限り、哲学は、例えばそれ自体の伝統や、論敵、歴史に訴えるといったことによって常に既にその思想を融合させている。したがって、例えばヘーゲルのような歴史主義に係る哲学は、メタ哲学という言葉を使っていなくともメタ哲学である。共時的な方法や体系学的な方法は歴史主義的な方法や通時的な方法よりはっきりと「メタ哲学的」である。
ルートヴィヒ・ヴィトゲンシュタインはメタ言語からメタ哲学を類推することを否定したことで知られる:
ある人がこう考える：哲学が「哲学」という言葉の用法について考えればそれは二次哲学に違いない。しかし、そうではない。というのは、それはむしろ綴字法の場合と同様である。綴字法は二次綴字法となることなく他の字と同様に「綴字法」という字句を扱う。—ルートヴィヒ・ヴィトゲンシュタイン, 『哲学探究』, 121
つまり、「綴字法」という字句の綴字法を考えることは確かにメタ的な営みだが、しかし「綴字法」という字句も元から綴字法の扱う対象であり、それを扱ったからといって通常の綴字法から分離して「メタ綴字法」「二次綴字法」が生じるわけではない。哲学の場合もこれと全く同じである、とヴィトゲンシュタインは考えている。近年ではティモシー・ウィリアムズがメタ哲学という言葉を使うのをやめ、それが勘違いかもしれないということを述べている。: 
私はすでに『メタ哲学』という言葉を却下している。哲学の哲学は他のあらゆる哲学の分野がそうであるように自動的に哲学の一領域ということになるが、メタ哲学という言葉はまるでそれが哲学を上から見下ろしすものであるかのように感じられる。—ティモシー・ウィリアムズ, The Philosophy of Philosophy
ニコラス・レシャーやリチャード・ダブルと言ったほかの哲学者たちはメタ哲学という言葉を採用しいい意味で使っている。普遍的な哲学的原理の研究を提出しつつレシャーの著書はメタ哲学についての彼の考えとともに始まっている：
メタ哲学は哲学を実践することそれ自体に対する哲学的考察である。その最終的な目的は見込みや展望を闡明する領域の方法を研究することである—ニコラス・レシャー, Philosophical Dialectics, an Essay on Metaphilosophy, p.1

## 哲学の本性

### 定義
哲学(Philosophy)という言葉は古代ギリシャ語に由来する。つまり、φιλοσοφία (philosophía)は "知を愛すること"を意味する。しかしながら、この言葉の可能な意味として「知を愛する」を挙げる文献はほとんどなく、他の多くの文献はこの言葉の語源は「助けがあまりない」であるとしている。
「Philosophy」という言葉の意味や用法は歴史を通じて変化してきた。古典古代においてはほとんどあらゆるすべての研究を含んだ。デカルトにとっては学問の女王であり、究極的な正当化を行うものであった。デイヴィッド・ヒュームの時代には「形而上学」と「倫理学」が人間の学問であると解釈された。そして現代では分析哲学が自身を概念の研究であると定義することを好んでいる。 
哲学の定義の多くが定義することの難しさを述べることから始まっており、定義することが「悪名が知れ渡るほど難しい」と言ったり、「簡単な定義は存在しない」と言ってみたり、哲学の定義のうち最も興味深いものは物議を醸すと言ったりしている。 
「我々は哲学の特有の形質について指摘できる。誰かが数学とは何かと問うたとき、我々は議論のために辞書的な定義によって数の学問であると言うことができる。そう定義する限り、これは議論を引き起こしそうにない言明なの…。明確に限定されたひとまとまりの知識が存在する限りどんな分野でも同じやり方で定義が与えられる。しかし哲学はそのようには定義できない。哲学のどんな定義でも議論の的となるし、それらの哲学の定義自体が何らかの哲学的立場を表現している。哲学とは何か知る唯一の方法は哲学することである。」—バートランド・ラッセル、The Wisdom of the West, p.7
しかしながら、一般的な言及がある作品の評論は、哲学は根本的・普遍的なテーマの研究を必然的に伴うということの根拠に関しては広範な同意が得られていることを示唆している。例えば、「思考、行動、実在に関係する最も根源的・普遍的な概念・原理」 、「我々の宇宙やその中で我々が占める場所に関する最も普遍的な問題」、「それが研究する万物の究極的に根本的な理由」あるいは「万物の根本的な理由もしくは原因」 。 オクスフォード哲学辞典 には、それは世界の基礎や前提をむき出しにするために世界のもっとも普遍的・抽象的な点とそれを使って我々が考えるところのカテゴリーを研究することである、とある。
哲学は根本的には批判的思考に関するものであって、我々が当然のものと考えている信念について考察するものであると考える著述家もいる。ウィルフリード・ホッジスは以下のように書いている。:
イギリスで言われる所の哲学は(多くのヨーロッパの哲学もそうなのだが)、あらゆること、特に明らかで疑い得ないように思われることを信頼しないことである。

### 線引き
哲学的研究は元から二次的で、概念、理論、前提をも主題が問題になるのと同じように問題としている著述家もいる。「それは一般的には二次的な物事」である「考えることについて考えること」である。哲学者は人の思考を構成する概念を使うよりもむしろ研究する。だが、オクスフォード哲学辞典 において、二次的に考え直すことと一次的な規律を実践することそれ自体との境界線は必ずしも明確でないと警告されている。つまり、哲学的な問題は規律が発展することで抑え込まれ、規律による管理は反省によって揺すぶりをかけられるのである。
大多数の著述家は、哲学が経験科学からも宗教からも区別されることに同意する。哲学は、それのうちで問題が経験的に答えられるということがないために科学、つまり観察や実験とは異なる。哲学は、それのうちに信仰や啓示の占める場所がないという点で宗教とは異なる。哲学はどんな種類の啓示や神秘、宗教的知識に訴えて問題に答えることもしようとせず、「感覚的な観察や実験に言及せずに」理性を用いる。
全ての有意味な経験的問題は哲学ではなく科学によって答えられるべきだと主張する分析哲学者もいる。しかし一方で、プラグマティストや自然化された認識論者のように、現代哲学の中には、哲学は科学と結びついているはずだとか、「反省を知的探求のあらゆる分野の最高の実践とともに継続的なものと見なすのを好むこと」というように広い意味で哲学は科学的であるといった主張をする者もいる。

### 分類法
メタ哲学に特有な課題は哲学の(下位)分野の分類法をもたらすことである。アリストテレスは最も普遍的な学問である「第一哲学」と自然を扱う「第二哲学」(つまり「自然学」)について語った。しかし古代後期には、徹底的な教理としての「第一哲学」は自然学の後に来るものと考えられ、「第一哲学」について書かれた作品はphysics（自然学の）meta-（後に）来るもの、metaphysics（形而上学）と呼ばれた。アリストテレスの「形而上学」は伝統的に三つの部分からなるとみなされた。つまり、存在論、自然神学、普遍学の三つである。
時代が下りキリスト教が支配的になるにつれて、「philosophia ancilla theologiae」の格言が示すように哲学は全体として補助的な学問と考えられた。ルネサンス期の終わりごろには存在について考える理論が存在論と名付けられ、それに対応して知識に関する理論が認識論の名のもとに現れた。
18世紀にはアレクサンダー・ゴットリープ・バウムガルテンが感覚的知識の特別な場合について考えこれを（優れた、理性的な認識論に対して）gnoseologia inferior(劣った認識論)と呼んだ。これがカントによって美学となる。
ギリシア人は倫理に強い関心を抱いており、ローマ帝国の時代においても倫理は主要な関心事の一つであった。後の時代には倫理学は独立した学問として確立された。 
よって、哲学の学問的構造は一般的には 
- 存在論
- 認識論
- 倫理学
- 美学

となる。
これらは形而上学
（存在論、因果性、 宇宙論を含む）
倫理学、
認識論、
論理学、
そして最後に美学というように列挙される。
応用哲学は、例えば宗教のような社会的活動や、科学や社会学のような知的追究に対する哲学的批判である。哲学者にして百科全書編集者のモーティマー・アドラーは様々な研究分野の二次的問題を抱えていたが、しばしばそれらの問題は彼の分類法によれば「…の哲学」というフレーズで呼ばれるような、哲学の様々な分枝のもとに見いだされるものであった。アドラーはこれらの二次哲学的問題を二つに分けた。一方は、存在、原因、変化、永遠、運命、愛のような思考の対象とし、もう一方は、宗教哲学、歴史哲学、言語哲学、科学哲学のような、思考の主題、つまり手続き上の領域とした。メタ哲学もまた、例えば宗教の形而上学、宗教の認識論、宗教の価値論というように他の主な分枝によって二次的な問題を理解しようと試みた。

## 哲学の目的
哲学におけるあなたの目的は何か。 ハエにハエとり壺からの出口を示してやること。—ルートヴィヒ・ヴィトゲンシュタイン, 『哲学探究』, 309
例えば実存主義者やプラグマティストのように、哲学者の中には、哲学は究極的には実践的な学問で、我々が何者なのか、我々を取り巻く世界に我々はどう関係しているのか、我々は何をすべきなのかを示すことで我々の人生を有意義なものにする助けになるものだと考えている人もいる。一方、分析哲学者のように、哲学を「その目的に照らし合わせて公平な知識の追究」のような目的を持った、技術的、形式的で、完全に理論的な学問とみなすものもいる。また、「それが研究するすべてのものの絶対的に根本的な原因を発見すること」「日常的な信念や科学的な信念の本性及び意義を明るみに出すこと」さらに科学や宗教により与えられた識見を統合し、またそれを超えていくことが哲学の目的に含まれると提言するものもいる。

## 哲学の方法
哲学の正しい方法とはこうであろう。言えること、つまり自然科学の問題、つまり、哲学によってなすべきことが含まれていないようなこと以外は言わないこと。そして、誰かが形而上学的なことを言おうとしたときには必ず彼に、彼は自分の問題の中の確かな標識に何の意味も与えられないことを説明すること。この方法は他人を満足させられないだろう。彼は我々に哲学について教えてもらったという感じがしないだろう。しかしこれが唯一の厳密に正しい方法であろう。—ルートヴィヒ・ヴィトゲンシュタイン, 論理哲学論考, 6.53
大多数の根拠が哲学の主な方法は「多かれ少なかれ系統だった種類の」論理的で、理性的で、批判的な研究と討議であることを認めている。トマス主義の哲学者は「理性の自然の光」について同様に言及している。
スティーヴン・トゥールミンは哲学の三つの基本的な方法を定義している:
幾何学者としての哲学者
形式的研究の中心 ;プラトンからフレーゲまでの思想家
人類学者としての哲学者
人間本性の基盤を見つけようとする ;デイヴィッド・ヒュームやアダム・スミスのような思想家
批判家としての哲学者
そのもとで知識が存在できるようなアプリオリな条件について研究する;イマヌエル・カント

### 歴史的方法
哲学の歴史的方法には古代ギリシア哲学、認識論、言語学の三つがある。
古代ギリシアの哲学に対する実践知的な取り組みはソクラテスやエピクロスのような哲学者によって率先された。哲学のこのような形での問いは幸福な人生の追究や美徳の養成に関係する物事を主に含むが、政治哲学や宗教哲学は記録された思想を特色としている。こういった哲学者達の一般的な方法は今日ソクラテス式問答法として広く知られている「反対論証」である。
認識論的な取り組みは特に合理主義と経験主義の間の議論において知識の基盤をなす。この区別は経験主義の側のジョン・ロック、デイヴィッド・ヒューム、ジョージ・バークリー、合理主義の側のルネ・デカルト、バールーフ・デ・スピノザ、ゴットフリート・ライプニッツといった近代哲学に適したものである。しかしながら、この区別は近現代の哲学に適用した時にだけ意味を成しうる。
さらに最近の哲学に対する言語学的な取り組みは、認識論の形でも（言語と世界の関係、「意味の意味」）、概念や観念の研究としても行われる。アルフレッド・エイヤーの『言語・真理・論理』では（議論はあるものの）哲学の定義として二つの判断基準が示されている。第一に、科学は本当に知識の分枝でなければならない。第二に、それは「哲学」として知られる観念や印象の領域との関係をはらんでいなければならない。よって、エイヤーにとって哲学は、完全に分析的な課題として、また「どのように使われるか」の定義の集まりとして定義される。「真理とは何か？」あるいはより一般的に「xとは何か？」という問いは世界に関する事実というよりむしろ定義を問うているのだ、と思想の分析派は一般的に提言している。

### 直感に対する反省
近年の哲学者にはソクラテスから現代の言語哲学までの哲学的探求の基本的な手段である直感に疑いの目を向ける者もいる。「直感に対する反省」において、様々な思想家が知識の確かな根拠としては直感を放棄してそれによって「アプリオリ」な哲学を問題にしている。
実験哲学は、哲学的問題に持続的にかかわるために経験的な調査を、特に世論調査を少なくとも部分的に使用するような哲学的研究の形式である。分析哲学において見出された方法と対照的に、哲学者は問題に対して自身の直観に訴えることから始め、そして前提として直感を使って議論を形成することがあると言う者もいる。しかしながら、経験哲学は何を達成できるかに関する意見の不一致は広がっていて、何人かの哲学者が経験哲学に対する批判を行っている。具体的には、経験哲学者が集めている経験的なデータは、哲学的な直観に導く横たわっている心理学的な過程をよりよく理解することを考慮に入れることによって哲学的な問題に遠回りになるような影響を及ぼすといった指摘がある。
定量的な推論を利用するような別の分野の哲学は「計量哲学」と呼ばれる。この分野では、様々な存在論や倫理学の体系に対していくつかの単純化された想像上の世界を構築し、それらに対して実験をすることで現実世界の観察に直面させる。ここに現れる研究および科学的活動は膨大なメタ哲学的・メタ理論的な前提を要求する。

## 哲学の発展
メタ哲学に顕著な問題は、哲学の発展が起こるかどうか、そしてさらに、そういう哲学の発展は本当に起こり得るものかどうか、といったことである。本当に哲学的な問題が現実に存在するかどうかはルートヴィヒ・ヴィトゲンシュタインによって最も著しく討議されてきた。それに反対する意見として、そういった問題が本当に存在すると考えるカール・ポパーが、それらは解かれ得るし、それらのうちのいくつかの決定的な解決を発見したと主張している。

## メタ哲学的な著述
プラトンは以下のような問いを挙げている。
- 哲学の本性及び哲学の方法（『メノン』においてはっきりと提出されている）
- 価値と哲学にふさわしい目的（『ソクラテスの弁明』、『ゴルギアス』、『プロタゴラス』など）
- 哲学的批判と日常的生活の適切な関係（『国家』によって最も著名になった）

イマヌエル・カントの哲学に対する取り組み、つまり彼の「批判哲学」は徹底的に自己意識的で反省的である。彼は『プロレゴメナ』を著して、今日明らかにメタ哲学的だとみなされている著作の例を作った。 
ルートヴィヒ・ヴィトゲンシュタインは哲学の難題や哲学的理解について書いた。哲学の誤りは哲学的研究の本性に関する混乱に起因すると主張した。また、『哲学探究』にはメタ哲学など存在しないと書いている。
チャーリー・ダンバー・ブロードはその著書『Introduction to Scientific Thought(1923)』の「The Subject-matter of Philosophy, and its Relations to the special Sciences,」において批判哲学と思弁哲学を区別している。カート・ジョン・デュカッセは、「Philosophy as a Science」において、哲学の本性に対するいくつかの観点を考察して、哲学はそれぞれ別個の問題、つまり評価を持っていると結論している。デュカッセの考え方は第一に「メタ哲学」と表現されてきた。
アンリ・ルフェーヴルは『Metaphilosophie』(1965)において、マルクス主義の立場から、批判的社会理論のなくてはならない方法論的取り組みとして「存在論的切断」を支持している（一方で、ルイ・アルチュセールの、構造主義的マルクス主義学派の道具を表す主観的マルクス主義による認識論的切断についてはルフェーヴルは批判している）。